# Маданска седловина
 Тази статия е за седловината в Антарктика.  За града в Родопите вижте Мадан.  
Маданската седловина (на английски: Madan Saddle) е седловина с височина 1100 метра в хребета Имеон на остров Смит, от архипелага Южните Шетландски острови. Седловината носи името на град Мадан в Родопите.

## Местонахождение
Седловината се намира между връх Неофит от североизток и връх Ригс от югозапад. Тя се издига над ледника Грамада на югоизток. Седловината е картографирана от българска експедиция през 2008 година.